# Franz Xaver von Mayr
Franz Xaver Freiherr von Mayr, seit 1801 Ritter, seit 1825 Freiherr (* 29. September 1756 als Franz Xaver Mayr in Wien; † 11. Mai 1838 ebenda) war ein österreichischer Tuchhändler und Mäzen.

## Leben

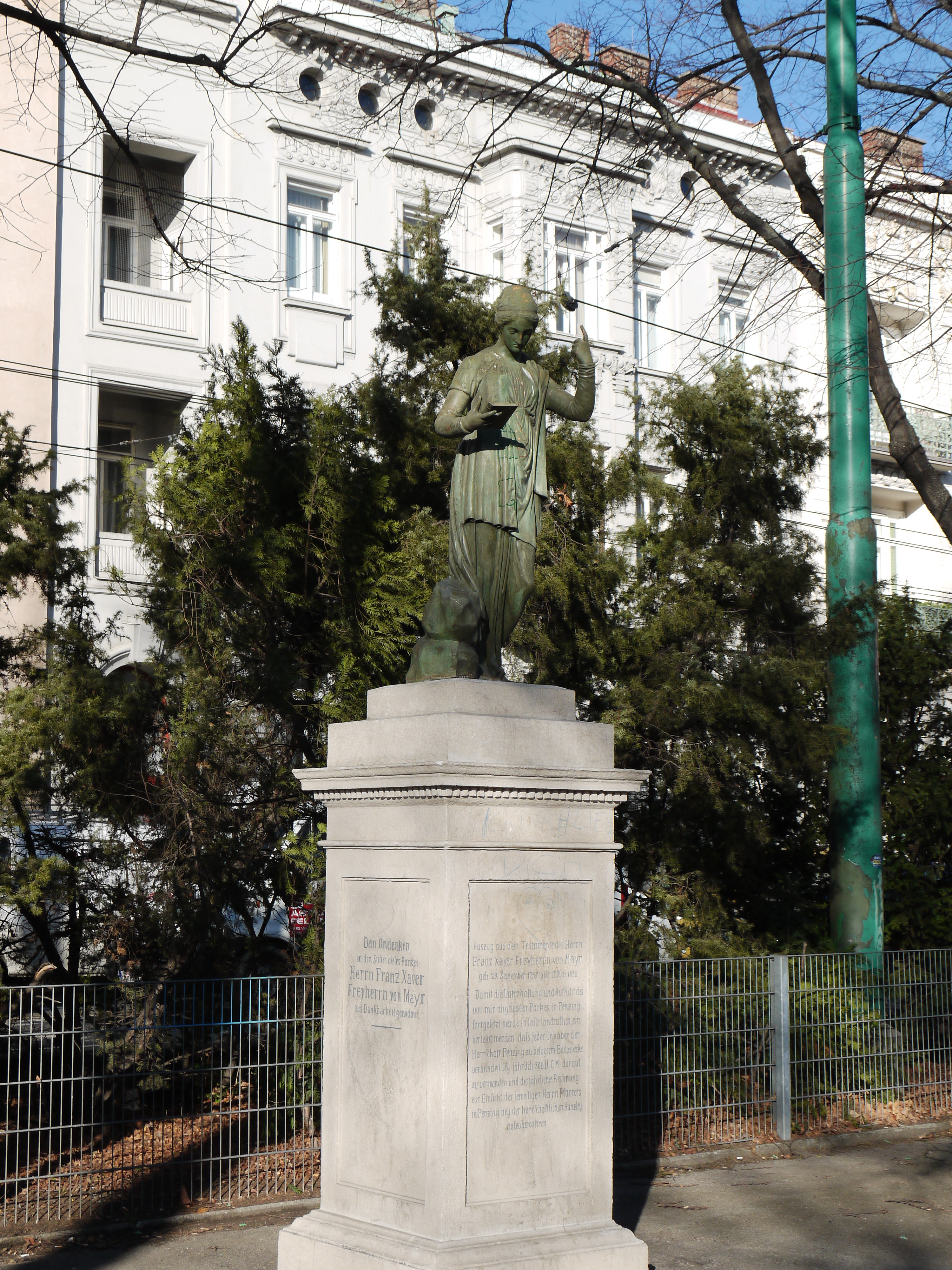
Das Franz Xaver von Mayr gewidmete Denkmal im Penzinger Park bzw. Hadikpark. (2013)

Franz Xaver Mayr wurde am 29. September 1756 als Sohn des Tuchhändlers Michael Augustin Mayr in Wien geboren. Im fortgeschrittenen Alter übernahm er die Tuchhandlung seines Vaters und brachte diese zu großem Ansehen. Vor allem die reibungslosen Weiterführung des Geschäftes während der Napoleonischen Kriege war dabei bemerkenswert und galt als beispielhaft. Der als eifriger Förderer patriotischer Bestrebungen geltende Mayr warb unter anderem von 1794 bis 1800 für das Korps der freiwilligen niederösterreichischen Scharfschützen. Dabei gab er beträchtliche Summen für die Ausrüstung der Freiwilligen, sowie zur Gründung von Stiftungen für Militär- und Zivilspitälern, Invaliden-, Siechen- und Waisenhäusern aus.
Im Jahre 1798 erwarb Mayr um 67.000 Gulden vom Bürgerspital die Ortsobrigkeit und Grundherrschaft zu Penzing. Für die Errichtung einer Herrschaftskanzlei übernahm Mayr den an die ehemalige Feuermühle angrenzenden südlichen Teil der kaiserlichen Baumschule; der Herrschaftshof selbst war Eigengut des Grundherrn. Das Gebäude, das im Jahre 1830 einem Neubau wich, existiert noch heute und befindet sich in der Einwanggasse 14 im heutigen 14. Wiener Gemeindebezirk Penzing. In den Jahren bis 1820 erwarb er weitere größere Besitzkomplexe im Gebiet des heutigen 15. Wiener Gemeindebezirks Rudolfsheim-Fünfhaus in den heutigen Bezirksteilen Rustendorf und Reindorf.
1822 wurde ein Park am linken Wienflussufer angelegt, der heute noch unter dem Namen Penzinger Park bzw. Hadikpark bekannt ist. Im Park befindet sich seit 1840 eine Statue, die Mayr gewidmet ist und durch eine von ihm noch zu Lebzeiten eingeführten Stiftung zur Erhaltung der Parkanlagen in Penzing errichtet wurde. Die sich auf einem hohen Vierkantsocken befindende Figur des Glaubens mit aufgeschlagenem Buch ist heute unter dem Namen Mayr-Denkmal bekannt und ist neben dem 1913 von Rudolf Panholzer errichteten Jungbrunnen, eines von zwei Kunstwerken im Park. Im Jahre 1823 ließ Mayr ein Schulgebäude in der Diesterweggasse 23 in Penzing errichten; rund 200 Jahre später befindet sich hier immer noch eine Schule. Weiters ließ der damalige Besitzer der Herrschaft Penzing im Jahre 1812 die Pfarrkirche Penzing renovieren; noch vor seinem Tode ließ er veranlassen, dass die Kirche 30 Jahre später ein weiteres Mal renoviert wurde.  Bis ins Jahr 1894 hieß die heutige Gyrowetzgasse in Penzing Mayrgasse, ehe diese mit 12. Juli 1894 zu Ehren von Adalbert Gyrowetz umbenannt wurde. Sein Sohn Johann Freiherr von Mayr veräußerte im Jahre 1846, acht Jahre nach seinem Tod, sämtliche Liegenschaften um 337.500 Gulden an das Schottenstift. Franz Xaver von Mayr verstarb am 11. Mai 1838 im Alter von 81 Jahren in der mittlerweile zum Kaisertum Österreich gehörenden Hauptstadt Wien.

## Ehrungen
Für seine commerziellen Verdienste wurde Franz X. Mayr 1801 vom Kaiser als Ritter nobilitiert. Im Jahre 1825 wurde Mayr in den Freiherrenstand gehoben und durfte sich fortan Franz Xaver Freiherr von Mayr nennen.